# Ondo (Schiff)

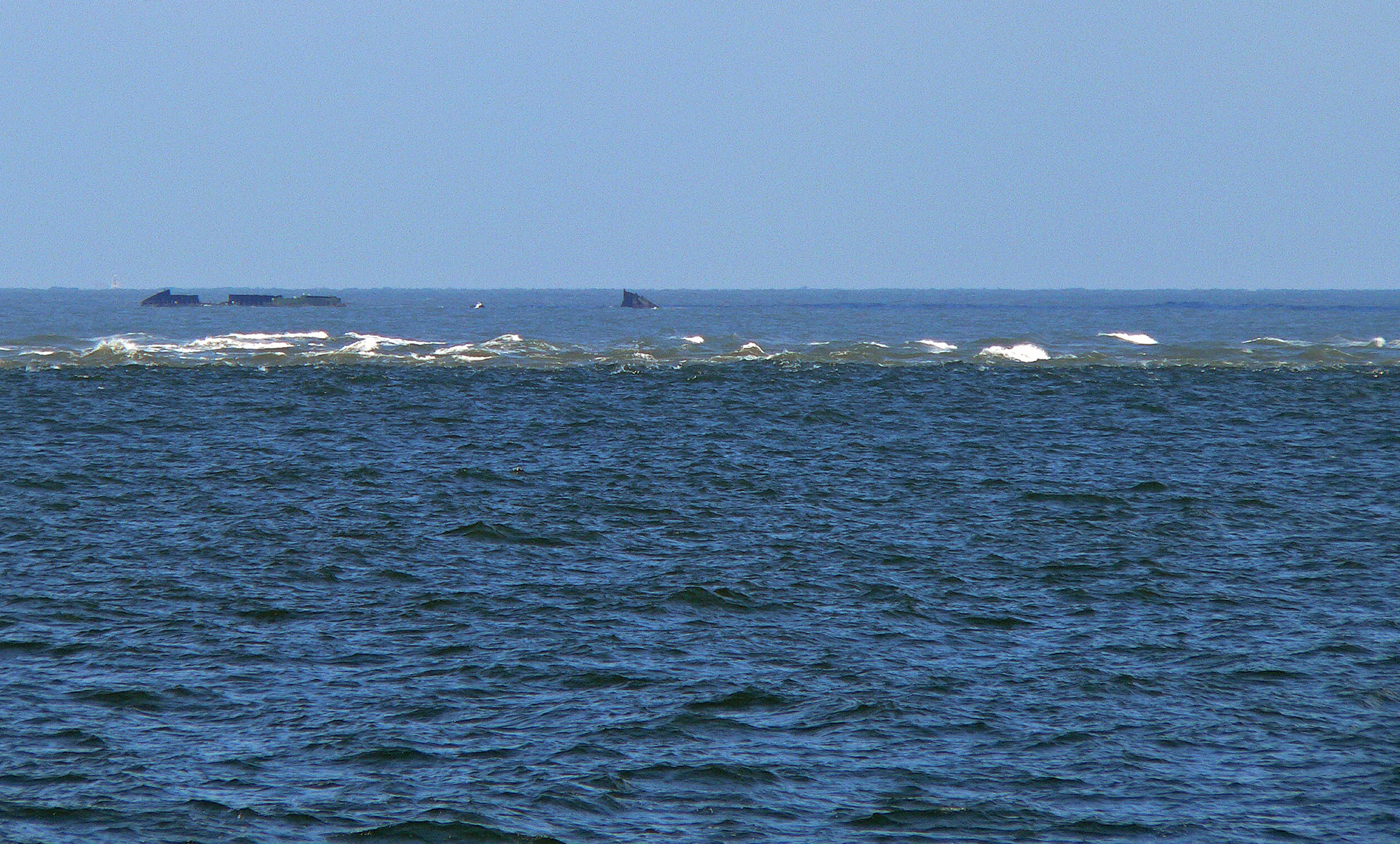
Wrack der Ondo auf dem Großen Vogelsand im Sommer 2007

Ondo ist der Name eines britischen Frachters, der am 6. Dezember 1961 in der Elbmündung im tückischen Mahlsand des Großen Vogelsandes circa 1000 Meter nördlich der Tonne 4 strandete.

## Geschichte
Die Ondo lief am 7. Juni 1956 in der Werft Harland & Wolff in Belfast vom Stapel. Sie hatte eine Vermessung von 5435 BRT und eine Tragfähigkeit von circa 8000 Tonnen. Sie gehörte seit dem 24. Oktober 1956 der Elder Dempster Line aus Liverpool.
Bei der Strandung im Dezember 1961 bestand die Ladung aus Kakao. In den darauffolgenden Monaten und Jahren wurde die Ondo größtenteils abgewrackt. Dabei kam es am 18. Februar 1962 während der durch den Orkan Vincinette ausgelösten Sturmflut zu einer dramatischen Rettungsaktion. Fünf Männer der Bugsier-Bergungsreederei, die seit Beginn der Sturmflut auf dem Wrack ausharrten, wurden völlig erschöpft von dem Seenotrettungskreuzer Ruhr-Stahl gerettet.
Reste des Wracks sind bei Niedrigwasser noch zu sehen.